# Arena Pantanal
Az Arena Pantanal stadion egy többcélú sportlétesítmény Brazíliában, Cuiabá városban. A stadiont 2014. április 26-án fejezték be. A létesítmény többnyire futballmeccseknek ad otthont, többek közt a 2014-es labdarúgó-világbajnokságon rendezett meccseknek is. A stadion közel másfél hónappal a világbajnokság megnyitója előtt még nem készült el.

## 2014-es FIFA labdarúgó-világbajnokság
| Dátum            | Idő (UTC-04) | Csapat #1   | Eredmény | Csapat #2           | Csoportkör | Nézőszám |
| ---------------- | ------------ | ----------- | -------- | ------------------- | ---------- | -------- |
| 2014. június 13. | 18:00        | Chile       | 3–1      | Ausztrália          | B csoport  | 40 275   |
| 2014. június 17. | 18:00        | Oroszország | 1–1      | Dél-Korea           | H csoport  | 37 603   |
| 2014. június 21. | 18:00        | Nigéria     | 1–0      | Bosznia-Hercegovina | F csoport  | 40 499   |
| 2014. június 24. | 16:00        | Japán       | 1–4      | Kolumbia            | C csoport  | 40 340   |